# Левкас

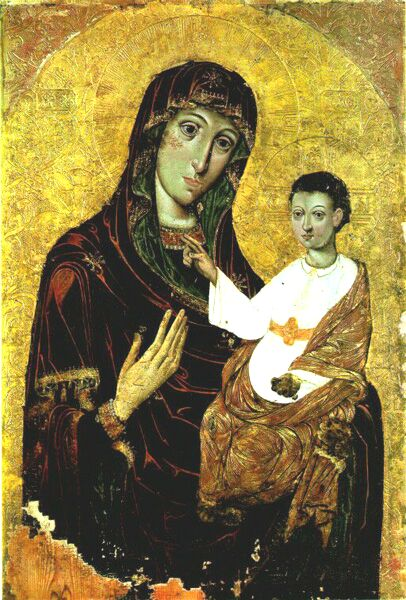
Борколабовская икона Божией Матери. XVII век. Написана на доске темперой по левкасу.

Левка́с (греч. λευκός белый, светлый, ясный) — название грунта, применяемого в написании и реставрации памятников станковой темперной и масляной живописи (икон). Особо значимое применение левкас имеет в подготовке основы под покрытие полиментом и дальнейшее сусальное золочение.

## Описание
Составляющие компоненты: наполнитель связующее, пластификатор. В качестве наполнителя традиционно выступают мел, гипс или алебастр. В качестве связующего – коллагеновые клеи. Наиболее распространенными в реставрационной практике являются осетровый и, его более дешёвый аналог, кроликовый клеи. Льняное масло выполняет функцию пластификатора. 
Изготовление левкаса делится на два этапа: подготовка клеевого раствора, замешивание левкасной массы. 
На первом этапе специальное сырье вымачивается в воде (при этом сохраняется требуемое соотношение массы сухого сырья и массы растворителя), затем разбухшее сырье доводится на водной бане до состояния однородной жидкости. Зачастую, в качестве антисептирующего агента в состав добавляют катамин AB. 
На втором этапе в раствор клея добавляют наполнитель, перемешивая его в однородную массу. В конце, к готовому левкасу добавляют льняное масло в качестве пластификатора.
Левкас наносится несколькими слоями на грунтуемую поверхность (обычно на деревянное изделие, например, иконную доску). При этом сохранность левкаса тем лучше, чем тоньше и равномернее были наносимые слои. После высыхания шлифуется. В Древней Руси левкас шлифовался стеблями хвоща; современные иконописцы используют для этой цели наждачную бумагу.
Чеканный левкас — левкас, покрытый сусальным золотом и обработанный орнаментом, выполненным чеканами.
Резной левкас — левкас, обработанный резцами для получения рельефного узора. Золочение выполняется после вырезания орнамента.
Лепной левкас — техника при которой левкасная масса наносится в границах подготовленного рисунка, образуя лепной орнамент.
Печатный левкас — техника при которой на невысохший левкас накладывается специальная басмяная матрица, оставляющая оттиск рельефа.
Левкасить — грунтовать путём последовательного нанесения слоёв левкаса.
Часто подготовкой иконной доски под иконопись занимался особый мастер — левкасчик (левкащик).
В стенописи левкас — грунт под темперу, приготовленный из гашёной извести с наполнителем.
В современном художественном мире левкасом также называют синтетический материал, используемый при изготовлении багета.
В строительстве левкас часто обозначает высококачественную отделку стен.